# 147 (snooker)

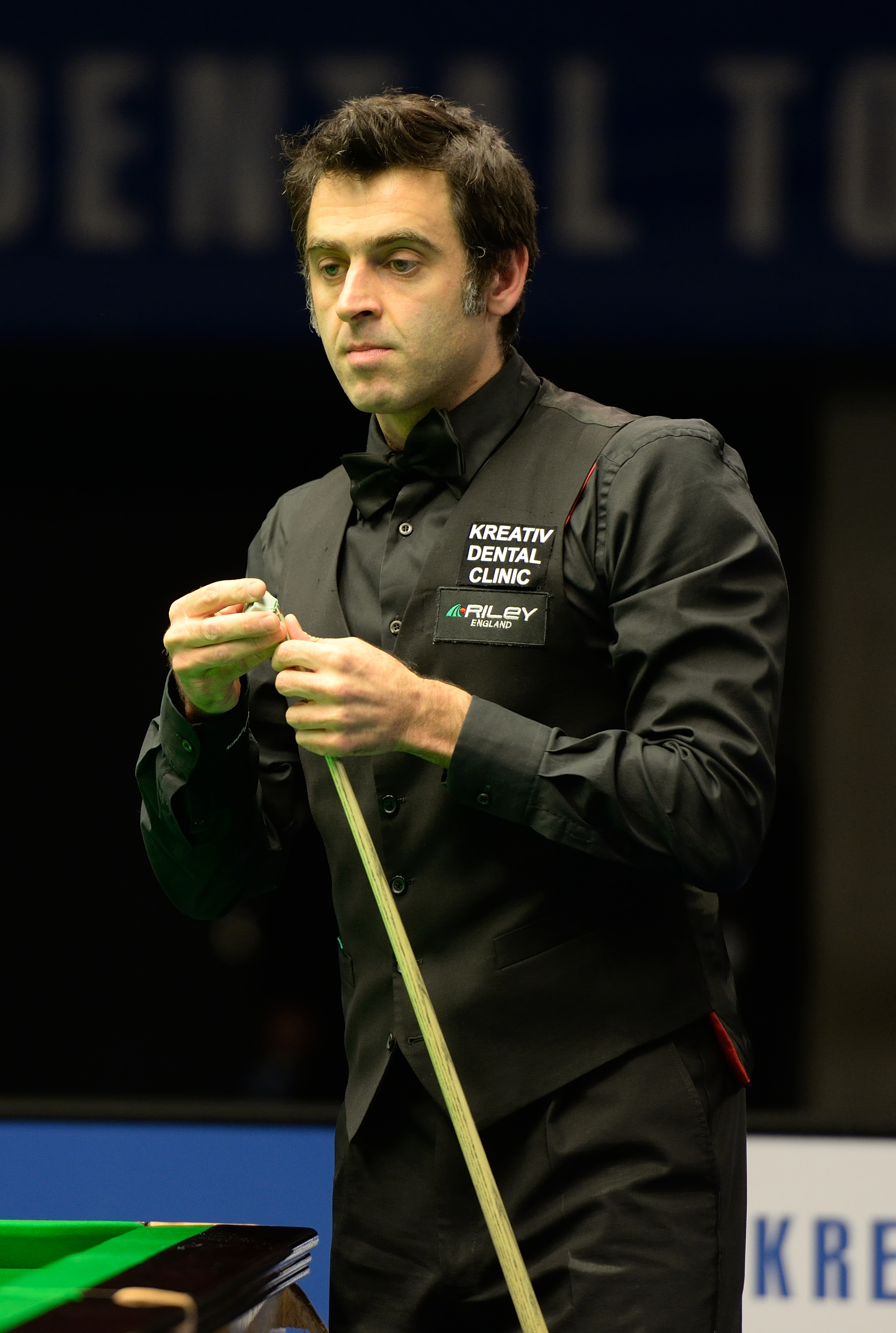
Ronnie O'Sullivan consiguió en el Campeonato Mundial de 1997 un 147 en un tiempo récord de poco más de cinco minutos

En snooker, el break máximo o tacada máxima es de 147. Se consigue al embocar quince bolas rojas con sus quince negras —que suman 120 puntos—, seguidas de los seis colores —que aportan los veintisiete restantes—. Se considera que la tacada máxima es lo mejor que se puede conseguir en una mesa de snooker.
La primera tacada máxima reconocida oficialmente la completó Joe Davis en una partida de exhibición celebrada en Londres en 1955. Steve Davis, en el Classic de 1982 consiguió el primer 147 en competición profesional, que fue también el primero en ocurrir durante un encuentro televisado. Al año siguiente, Cliff Thorburn se convirtió en el primer jugador en lograr uno durante el Campeonato Mundial. El centésimo llegó de la mano de Mark Selby en diciembre de 2013, durante el Campeonato del Reino Unido, mientras que David Gilbert logró el 147 número 147 en la Championship League de enero de 2019. Ronnie O'Sullivan es el jugador que más ha completado hasta la fecha, 17, y tiene también el récord del más rápido, que logró en poco más de cinco minutos durante el Campeonato Mundial de 1997.
Estas tacadas son cada vez más frecuentes. En la década de los ochenta tan solo se reconocieron ocho; veintiséis en los noventa y treinta, y cinco en los años dos mil. Sin embargo, en la década de los 2010 se han completado más de ochenta. A los primeros jugadores se les solía conceder un premio de 147 000 libras esterlinas, pero, con el incremente del número de logros, esa cuantía se ha ido reduciendo, lo que ha generado protestas de ciertos jugadores. O'Sullivan llegó a renunciar a completar uno para protestar, puesto que un premio de diez mil libras le parecía insuficiente por «un logro tan grande». En otra ocasión, cuando apenas llevaba unas pocas bolas rojas y negras, se dirigió al árbitro para preguntarle por la cuantía del premio especial por completar un 147. Este se informó y le comunicó, también en plena partida, que no se le daría nada más que por completar la mejor tacada del torneo. Disgustado, cuando tan solo le faltaba la bola negra para completar la tacada máxima, acudió a donde su oponente para darse la mano y marcharse; finalmente, el árbitro consiguió convencerle para que embocase la única bola que le faltaba. «No iba a embocar la negra, porque completar un 147 y no recibir ningún premio especial era un poco decepcionante; hay momentos mágicos y merecen recibir premios mágicos», aseguró.
En teoría, es posible conseguir tacadas de hasta 155 si el árbitro concede una bola libre antes de que se haya embocado ninguna roja. Aun así, los superiores a 147 son muy inusuales en la competición profesional; de hecho, Jamie Burnett, con un 148 conseguido en las rondas clasificatorias del Campeonato Mundial de 2004, es el único que ha logrado superar ese número.

## Jugadores con más 147
Sigue una lista de los jugadores que han logrado tejer una tacada máxima en más de una ocasión. Está actualizada a 15 de agosto de 2025:
| N.º | Jugador            | Cantidad | Más reciente |
| --- | ------------------ | -------- | ------------ |
| 1   | Ronnie O'Sullivan  | 17       | 2025         |
| 2   | John Higgins       | 13       | 2021         |
| 3   | Stephen Hendry     | 11       | 2012         |
| 4   | Stuart Bingham     | 9        | 2022         |
| 5   | Judd Trump         | 8        | 2022         |
| 5   | Shaun Murphy       | 8        | 2023         |
| 7   | Ding Junhui        | 7        | 2024         |
| 8   | Tom Ford           | 5        | 2019         |
| 8   | Neil Robertson     | 5        | 2022         |
| 8   | Marco Fu           | 5        | 2022         |
| 8   | Mark Selby         | 5        | 2023         |
| 12  | Gary Wilson        | 4        | 2021         |
| 12  | Thepchaiya Un-Nooh | 4        | 2023         |
| 12  | Kyren Wilson       | 4        | 2023         |
| 12  | Ryan Day           | 4        | 2023         |
| 16  | James Wattana      | 3        | 1997         |
| 16  | Jamie Cope         | 3        | 2011         |
| 16  | Stephen Maguire    | 3        | 2016         |
| 16  | Liang Wenbo        | 3        | 2018         |
| 16  | Barry Hawkins      | 3        | 2019         |
| 16  | Ali Carter         | 3        | 2021         |
| 16  | Mark Williams      | 3        | 2022         |
| 16  | Robert Milkins     | 3        | 2023         |
| 24  | Cliff Thorburn     | 2        | 1989         |
| 24  | Peter Ebdon        | 2        | 1992         |
| 24  | Nick Dyson         | 2        | 2000         |
| 24  | David Gray         | 2        | 2011         |
| 24  | Kurt Maflin        | 2        | 2012         |
| 24  | Mark Davis         | 2        | 2017         |
| 24  | David Gilbert      | 2        | 2019         |
| 24  | Zhou Yuelong       | 2        | 2020         |
| 24  | Mark Allen         | 2        | 2021         |
| 24  | Graeme Dott        | 2        | 2022         |
| 24  | Zhang Anda         | 2        | 2023         |

## Lista de las tacadas máximas oficiales
Se indica con una «Q» que el partido en el que se consiguió la tacada máxima era de una ronda clasificatoria y no de la fase final del torneo. Entre paréntesis, junto al nombre del jugador, se explicita cuántas tacadas llevaba ya con esa el jugador en su carrera profesional; si no figura, es la primera.
| Núm. | Fecha                    | Jugador1                  | Edad               | Rival                     | Torneo                                    | Ref.          |
| ---- | ------------------------ | ------------------------- | ------------------ | ------------------------- | ----------------------------------------- | ------------- |
| 01   | 11 de enero de 1982      | Steve Davis               | 24 años y 142 días | John Spencer              | Classic                                   | [ 7 ]         |
| 02   | 23 de abril de 1983      | Cliff Thorburn            | 35 años y 97 días  | Terry Griffiths           | Campeonato Mundial                        | [ 7 ]         |
| 03   | 28 de enero de 1984      | Kirk Stevens              | 25 años y 164 días | Jimmy White               | Masters                                   | [ 7 ]         |
| 04   | 17 de noviembre de 1987  | Willie Thorne             | 33 años y 258 días | Tommy Murphy              | Campeonato del Reino Unido                | [ 7 ]         |
| 05   | 20 de febrero de 1988    | Tony Meo                  | 28 años y 139 días | Stephen Hendry            | Matchroom League                          | [ 7 ]         |
| 06   | 24 de septiembre de 1988 | Alain Robidoux            | 28 años y 61 días  | Jim Meadowcroft           | Abierto de Europa (Q)                     | [ 7 ]         |
| 07   | 18 de febrero de 1989    | John Rea                  | 37 años y 75 días  | Ian Black                 | Scottish Professional Championship        | [ 7 ]         |
| 08   | 8 de marzo de 1989       | Cliff Thorburn (2)        | 41 años y 51 días  | Jimmy White               | Matchroom League                          | [ 7 ]         |
| 09   | 16 de enero de 1991      | James Wattana             | 20 años y 364 días | Paul Dawkins              | World Masters                             | [ 7 ]         |
| 010  | 5 de junio de 1991       | Peter Ebdon               | 20 años y 282 días | Wayne Martin              | Strachan Open (Q)                         | [ 10 ]        |
| 011  | 25 de febrero de 1992    | James Wattana (2)         | 22 años y 39 días  | Tony Drago                | Abierto Británico                         | [ 11 ]        |
| 012  | 22 de abril de 1992      | Jimmy White               | 29 años y 356 días | Tony Drago                | Campeonato Mundial                        | [ 7 ]         |
| 013  | 9 de mayo de 1992        | John Parrott              | 27 años y 364 días | Tony Meo                  | Matchroom League                          | [ 7 ]         |
| 014  | 24 de mayo de 1992       | Stephen Hendry            | 23 años y 132 días | Willie Thorne             | Matchroom League                          | [ 7 ]         |
| 015  | 14 de noviembre de 1992  | Peter Ebdon (2)           | 22 años y 79 días  | Ken Doherty               | Campeonato del Reino Unido                | [ 12 ]        |
| 016  | 7 de septiembre de 1994  | David McDonnell           | 22 años y 331 días | Nic Barrow                | Abierto Británico (Q)                     | [ 13 ]        |
| 017  | 27 de abril de 1995      | Stephen Hendry (2)        | 26 años y 104 días | Jimmy White               | Campeonato Mundial                        | [ 7 ]         |
| 018  | 25 de noviembre de 1995  | Stephen Hendry (3)        | 26 años y 316 días | Gary Wilkinson            | Campeonato del Reino Unido                | [ 7 ]         |
| 019  | 5 de enero de 1997       | Stephen Hendry (4)        | 27 años y 358 días | Ronnie O'Sullivan         | Charity Challenge                         | [ 7 ]         |
| 020  | 21 de abril de 1997      | Ronnie O'Sullivan         | 21 años y 137 días | Mick Price                | Campeonato Mundial                        | [ 7 ]         |
| 021  | 18 de septiembre de 1997 | James Wattana (3)         | 27 años y 244 días | Pang Weiguo               | China International                       | [ 7 ]         |
| 022  | 23 de mayo de 1998       | Stephen Hendry (5)        | 29 años y 130 días | Ken Doherty               | Premier League                            | [ 7 ]         |
| 023  | 10 de agosto de 1998     | Adrian Gunnell            | 25 años y 351 días | Mario Wehrmann            | Masters de Tailandia (Q)                  | [ 7 ]         |
| 024  | 13 de agosto de 1998     | Mehmet Husnu              | 26 años y 19 días  | Eddie Barker              | China International (Q)                   | [ 7 ]         |
| 025  | 13 de enero de 1999      | Jason Prince              | 28 años y 210 días | Ian Brumby                | Abierto Británico (Q)                     | [ 7 ]         |
| 026  | 29 de enero de 1999      | Ronnie O'Sullivan (2)     | 23 años y 55 días  | James Wattana             | Abierto de Gales                          | [ 7 ]         |
| 027  | 4 de febrero de 1999     | Stuart Bingham            | 22 años y 259 días | Barry Hawkins             | UK Tour – Evento 3                        | [ 7 ]         |
| 028  | 22 de marzo de 1999      | Nick Dyson                | 29 años y 93 días  | Adrian Gunnell            | UK Tour – Evento 4                        | [ 7 ]         |
| 029  | 6 de abril de 1999       | Graeme Dott               | 21 años y 329 días | David Roe                 | Abierto Británico                         | [ 7 ]         |
| 030  | 19 de septiembre de 1999 | Stephen Hendry (6)        | 30 años y 249 días | Peter Ebdon               | Abierto Británico                         | [ 7 ]         |
| 031  | 21 de septiembre de 1999 | Barry Pinches             | 29 años y 70 días  | Joe Johnson               | Abierto de Gales (Q)                      | [ 7 ]         |
| 032  | 13 de octubre de 1999    | Ronnie O'Sullivan (3)     | 23 años y 312 días | Graeme Dott               | Grand Prix                                | [ 7 ]         |
| 033  | 4 de noviembre de 1999   | Karl Burrows              | 31 años y 322 días | Adrian Rosa               | Benson & Hedges Championship              | [ 14 ]        |
| 034  | 22 de noviembre de 1999  | Stephen Hendry (7)        | 30 años y 313 días | Paul Wykes                | Campeonato del Reino Unido                | [ 7 ]         |
| 035  | 21 de enero de 2000      | John Higgins              | 24 años y 248 días | Dennis Taylor             | Nations Cup                               | [ 7 ]         |
| 036  | 24 de marzo de 2000      | John Higgins (2)          | 24 años y 311 días | Jimmy White               | Masters de Irlanda                        | [ 7 ]         |
| 037  | 28 de marzo de 2000      | Stephen Maguire           | 19 años y 15 días  | Phaitoon Phonbun          | Abierto de Escocia (Q)                    | [ 7 ]         |
| 038  | 5 de abril de 2000       | Ronnie O'Sullivan (4)     | 24 años y 122 días | Quinten Hann              | Abierto de Escocia                        | [ 7 ]         |
| 039  | 25 de octubre de 2000    | Marco Fu                  | 22 años y 291 días | Ken Doherty               | Masters de Escocia                        | [ 7 ]         |
| 040  | 7 de noviembre de 2000   | David McLellan            | 30 años y 302 días | Steve Meakin              | Benson & Hedges Championship              | [ 7 ]         |
| 041  | 19 de noviembre de 2000  | Nick Dyson (2)            | 30 años y 326 días | Robert Milkins            | Campeonato del Reino Unido                | [ 7 ]         |
| 042  | 25 de febrero de 2001    | Stephen Hendry (8)        | 32 años y 43 días  | Mark Williams             | Malta Grand Prix                          | [ 7 ]         |
| 043  | 17 de octubre de 2001    | Ronnie O'Sullivan (5)     | 25 años y 316 días | Drew Henry                | LG Cup                                    | [ 7 ]         |
| 044  | 12 de noviembre de 2001  | Shaun Murphy              | 19 años y 94 días  | Adrian Rosa               | Benson & Hedges Championship              | [ 7 ]         |
| 045  | 28 de octubre de 2002    | Tony Drago                | 37 años y 36 días  | Stuart Bingham            | Benson & Hedges Championship              | [ 7 ]         |
| 046  | 22 de abril de 2003      | Ronnie O'Sullivan (6)     | 27 años y 138 días | Marco Fu                  | Campeonato Mundial                        | [ 7 ]         |
| 047  | 12 de octubre de 2003    | John Higgins (3)          | 28 años y 147 días | Mark Williams             | LG Cup                                    | [ 7 ]         |
| 048  | 12 de noviembre de 2003  | John Higgins (4)          | 28 años y 178 días | Michael Judge             | Abierto Británico                         | [ 7 ]         |
| 049  | 4 de octubre de 2004     | John Higgins (5)          | 29 años y 139 días | Ricky Walden              | Grand Prix                                | [ 7 ]         |
| 050  | 17 de noviembre de 2004  | David Gray                | 25 años y 282 días | Mark Selby                | Campeonato del Reino Unido                | [ 7 ]         |
| 051  | 20 de abril de 2005      | Mark Williams             | 30 años y 30 días  | Robert Milkins            | Campeonato Mundial                        | [ 7 ]         |
| 052  | 22 de noviembre de 2005  | Stuart Bingham (2)        | 29 años y 185 días | Marcus Campbell           | Masters (Q)                               | [ 7 ]         |
| 053  | 14 de marzo de 2006      | Robert Milkins            | 30 años y 8 días   | Mark Selby                | Campeonato Mundial (Q)                    | [ 7 ]         |
| 054  | 23 de octubre de 2006    | Jamie Cope                | 21 años y 41 días  | Michael Holt              | Grand Prix                                | [ 7 ]         |
| 055  | 14 de enero de 2007      | Ding Junhui               | 19 años y 288 días | Anthony Hamilton          | Masters                                   | [ 7 ]         |
| 056  | 16 de febrero de 2007    | Andrew Higginson          | 29 años y 65 días  | Ali Carter                | Abierto de Gales                          | [ 7 ]         |
| 057  | 19 de septiembre de 2007 | Jamie Burnett             | 32 años y 3 días   | Liu Song                  | Grand Prix (Q)                            | [ 7 ]         |
| 058  | 14 de octubre de 2007    | Tom Ford                  | 24 años y 58 días  | Steve Davis               | Grand Prix                                | [ 7 ]         |
| 059  | 8 de noviembre de 2007   | Ronnie O'Sullivan (7)     | 31 años y 338 días | Ali Carter                | Trofeo de Irlanda del Norte               | [ 7 ]         |
| 060  | 15 de diciembre de 2007  | Ronnie O'Sullivan (8)     | 32 años y 10 días  | Mark Selby                | Campeonato del Reino Unido                | [ 7 ]         |
| 061  | 29 de marzo de 2008      | Stephen Maguire (2)       | 27 años y 16 días  | Ryan Day                  | Abierto de China                          | [ 7 ]         |
| 062  | 28 de abril de 2008      | Ronnie O'Sullivan (9)     | 32 años y 145 días | Mark Williams             | Campeonato Mundial                        | [ 7 ]         |
| 063  | 29 de abril de 2008      | Ali Carter                | 28 años y 279 días | Peter Ebdon               | Campeonato Mundial                        | [ 7 ]         |
| 064  | 2 de octubre de 2008     | Jamie Cope (2)            | 23 años y 20 días  | Mark Williams             | Masters de Shanghái                       | [ 7 ]         |
| 065  | 29 de octubre de 2008    | Liang Wenbo               | 21 años y 238 días | Martin Gould              | Campeonato de Baréin (Q)                  | [ 7 ]         |
| 066  | 8 de noviembre de 2008   | Marcus Campbell           | 36 años y 47 días  | Ahmed Basheer Al-Khusaibi | Campeonato de Baréin                      | [ 7 ]         |
| 067  | 16 de diciembre de 2008  | Ding Junhui (2)           | 21 años y 259 días | John Higgins              | Campeonato del Reino Unido                | [ 7 ]         |
| 068  | 28 de abril de 2009      | Stephen Hendry (9)        | 40 años y 105 días | Shaun Murphy              | Campeonato Mundial                        | [ 7 ]         |
| 069  | 5 de junio de 2009       | Mark Selby                | 25 años y 351 días | Joe Perry                 | Jiangsu Classic                           | [ 7 ]         |
| 070  | 1 de abril de 2010       | Neil Robertson            | 28 años y 49 días  | Peter Ebdon               | Abierto de China                          | [ 7 ]         |
| 071  | 25 de junio de 2010      | Kurt Maflin               | 26 años y 321 días | Michal Zielinski          | Players Tour Championship – Evento 1      | [ 7 ]         |
| 072  | 6 de agosto de 2010      | Barry Hawkins             | 31 años y 105 días | James McGouran            | Players Tour Championship – Evento 3      | [ 7 ]         |
| 073  | 20 de septiembre de 2010 | Ronnie O'Sullivan (10)    | 34 años y 289 días | Mark King                 | Abierto Mundial (Q)                       | [ 7 ]         |
| 074  | 22 de octubre de 2010    | Thanawat Thirapongpaiboon | 16 años y 312 días | Barry Hawkins             | Masters de Rhein-Main                     | [ 7 ]         |
| 075  | 23 de octubre de 2010    | Mark Williams (2)         | 35 años y 216 días | Diana Schuler             | Masters de Rhein-Main                     | [ 7 ]         |
| 076  | 19 de noviembre de 2010  | Rory McLeod               | 39 años y 238 días | Issara Kachaiwong         | Prague Classic                            | [ 7 ]         |
| 077  | 17 de febrero de 2011    | Stephen Hendry (10)       | 42 años y 35 días  | Stephen Maguire           | Abierto de Gales                          | [ 7 ]         |
| 078  | 26 de agosto de 2011     | Ronnie O'Sullivan (11)    | 35 años y 264 días | Adam Duffy                | Paul Hunter Classic                       | [ 7 ]         |
| 079  | 22 de noviembre de 2011  | Mike Dunn                 | 40 años y 2 días   | Kurt Maflin               | Masters de Alemania (Q)                   | [ 15 ]        |
| 080  | 27 de noviembre de 2011  | David Gray (2)            | 32 años y 291 días | Robbie Williams           | Players Tour Championship – Evento 10 (Q) | [ 16 ]        |
| 081  | 29 de noviembre de 2011  | Ricky Walden              | 29 años y 18 días  | Gareth Allen              | Players Tour Championship – Evento 10     | [ 17 ]        |
| 082  | 15 de diciembre de 2011  | Matthew Stevens           | 32 años y 95 días  | Michael Wasley            | FFB Snooker Open                          | [ 18 ]        |
| 083  | 15 de diciembre de 2011  | Ding Junhui (3)           | 24 años y 258 días | Brandon Winstone          | FFB Snooker Open                          | [ 18 ]        |
| 084  | 17 de diciembre de 2011  | Ding Junhui (4)           | 24 años y 260 días | James Cahill              | Players Tour Championship – Evento 11     | [ 19 ]        |
| 085  | 18 de diciembre de 2011  | Jamie Cope (3)            | 26 años y 97 días  | Kurt Maflin               | Players Tour Championship – Evento 11     | [ 20 ]        |
| 086  | 14 de enero de 2012      | Marco Fu (2)              | 34 años y 6 días   | Matthew Selt              | Abierto Mundial (Q)                       | [ 21 ]        |
| 087  | 11 de abril de 2012      | Robert Milkins (2)        | 36 años y 36 días  | Xiao Guodong              | Campeonato Mundial (Q)                    | [ 22 ]        |
| 088  | 21 de abril de 2012      | Stephen Hendry (11)       | 43 años y 99 días  | Stuart Bingham            | Campeonato Mundial                        | [ 23 ]        |
| 089  | 1 de julio de 2012       | Stuart Bingham (3)        | 36 años y 41 días  | Ricky Walden              | Wuxi Classic                              | [ 24 ]        |
| 090  | 24 de agosto de 2012     | Ken Doherty               | 42 años y 342 días | Julian Treiber            | Paul Hunter Classic                       | [ 25 ] [ 26 ] |
| 091  | 23 de septiembre de 2012 | John Higgins (6)          | 37 años y 128 días | Judd Trump                | Masters de Shanghái                       | [ 27 ]        |
| 092  | 16 de noviembre de 2012  | Tom Ford (2)              | 29 años y 91 días  | Matthew Stevens           | Abierto de Bulgaria                       | [ 28 ]        |
| 093  | 21 de noviembre de 2012  | Andy Hicks                | 39 años y 103 días | Daniel Wells              | Campeonato del Reino Unido (Q)            | [ 29 ]        |
| 094  | 22 de noviembre de 2012  | Jack Lisowski             | 21 años y 150 días | Chen Zhe                  | Campeonato del Reino Unido (Q)            | [ 30 ]        |
| 095  | 5 de diciembre de 2012   | John Higgins (7)          | 37 años y 201 días | Mark Davis                | Campeonato del Reino Unido                | [ 31 ]        |
| 096  | 14 de diciembre de 2012  | Kurt Maflin (2)           | 29 años y 128 días | Stuart Carrington         | Abierto de Escocia                        | [ 32 ]        |
| 097  | 16 de marzo de 2013      | Ding Junhui (5)           | 25 años y 349 días | Mark Allen                | Players Tour Championship – Finales       | [ 33 ]        |
| 098  | 28 de mayo de 2013       | Neil Robertson (2)        | 31 años y 106 días | Mohamed Khairy            | Wuxi Classic (Q)                          | [ 34 ]        |
| 099  | 15 de noviembre de 2013  | Judd Trump                | 24 años y 87 días  | Mark Selby                | Abierto de Amberes                        | [ 35 ]        |
| 100  | 7 de diciembre de 2013   | Mark Selby (2)            | 30 años y 171 días | Ricky Walden              | Campeonato del Reino Unido                | [ 36 ]        |
| 101  | 11 de diciembre de 2013  | Dechawat Poomjaeng        | 35 años y 153 días | Zak Surety                | Masters de Alemania (Q)                   | [ 37 ]        |
| 102  | 12 de diciembre de 2013  | Gary Wilson               | 28 años y 123 días | Ricky Walden              | Masters de Alemania (Q)                   | [ 38 ]        |
| 103  | 8 de enero de 2014       | Shaun Murphy (2)          | 31 años y 151 días | Mark Davis                | Championship League                       | [ 39 ]        |
| 104  | 9 de febrero de 2014     | Shaun Murphy (3)          | 31 años y 183 días | Jamie Jones               | Abierto de Gdynia                         | [ 40 ]        |
| 105  | 2 de marzo de 2014       | Ronnie O'Sullivan (12)    | 38 años y 87 días  | Ding Junhui               | Abierto de Gales                          | [ 41 ]        |
| 106  | 22 de agosto de 2014     | Aditya Mehta              | 28 años y 295 días | Stephen Maguire           | Paul Hunter Classic                       | [ 42 ]        |
| 107  | 23 de octubre de 2014    | Ryan Day                  | 34 años y 214 días | Cao Yupeng                | Abierto de Haining                        | [ 43 ]        |
| 108  | 23 de noviembre de 2014  | Shaun Murphy (4)          | 32 años y 105 días | Robert Milkins            | Abierto de Ruhr                           | [ 44 ]        |
| 109  | 4 de diciembre de 2014   | Ronnie O'Sullivan (13)    | 38 años y 364 días | Matthew Selt              | Campeonato del Reino Unido                | [ 45 ]        |
| 110  | 12 de diciembre de 2014  | Ben Woollaston            | 27 años y 212 días | Joe Steele                | Abierto de Lisboa                         | [ 46 ]        |
| 111  | 5 de enero de 2015       | Barry Hawkins (2)         | 35 años y 257 días | Stephen Maguire           | Championship League                       | [ 47 ]        |
| 112  | 11 de enero de 2015      | Marco Fu (3)              | 37 años y 3 días   | Stuart Bingham            | Masters                                   | [ 48 ]        |
| 113  | 6 de febrero de 2015     | Judd Trump (2)            | 25 años y 170 días | Mark Selby                | Masters de Alemania                       | [ 49 ]        |
| 114  | 10 de febrero de 2015    | David Gilbert             | 33 años y 243 días | Xiao Guodong              | Championship League                       | [ 50 ]        |
| 115  | 6 de diciembre de 2015   | Neil Robertson (3)        | 33 años y 298 días | Liang Wenbo               | Campeonato del Reino Unido                | [ 51 ]        |
| 116  | 11 de diciembre de 2015  | Marco Fu (4)              | 37 años y 337 días | Sam Baird                 | Abierto de Gibraltar                      | [ 52 ]        |
| 117  | 19 de febrero de 2016    | Ding Junhui (6)           | 28 años y 324 días | Neil Robertson            | Abierto de Gales                          | [ 53 ]        |
| 118  | 25 de febrero de 2016    | Fergal O'Brien            | 43 años y 354 días | Mark Davis                | Championship League                       | [ 54 ]        |
| 119  | 17 de agosto de 2016     | Thepchaiya Un-Nooh        | 31 años y 131 días | Kurt Maflin               | Paul Hunter Classic                       | [ 55 ]        |
| 120  | 20 de septiembre de 2016 | Stephen Maguire (3)       | 35 años y 191 días | Xu Yichen                 | Masters de Shanghái                       | [ 56 ]        |
| 121  | 28 de septiembre de 2016 | Shaun Murphy (5)          | 34 años y 49 días  | Allan Taylor              | Masters de Europa (Q)                     | [ 57 ]        |
| 122  | 11 de octubre de 2016    | Alfie Burden              | 39 años y 302 días | Daniel Wells              | Abierto de Inglaterra                     | [ 58 ]        |
| 123  | 16 de noviembre de 2016  | John Higgins (8)          | 41 años y 182 días | Sam Craigie               | Abierto de Irlanda del Norte              | [ 59 ]        |
| 124  | 27 de noviembre de 2016  | Mark Allen                | 30 años y 279 días | Rod Lawler                | Campeonato del Reino Unido                | [ 60 ]        |
| 125  | 8 de diciembre de 2016   | Ali Carter (2)            | 37 años y 136 días | Wang Yuchen               | Masters de Alemania (Q)                   | [ 61 ]        |
| 126  | 8 de diciembre de 2016   | Ross Muir                 | 21 años y 63 días  | Itaro Santos              | Masters de Alemania (Q)                   | [ 61 ]        |
| 127  | 10 de enero de 2017      | Mark Davis                | 44 años y 151 días | Neil Robertson            | Championship League                       | [ 62 ]        |
| 128  | 1 de febrero de 2017     | Tom Ford (3)              | 33 años y 168 días | Peter Ebdon               | Masters de Alemania                       | [ 63 ]        |
| 129  | 2 de marzo de 2017       | Mark Davis (2)            | 44 años y 202 días | John Higgins              | Championship League                       | [ 64 ]        |
| 130  | 30 de marzo de 2017      | Judd Trump (3)            | 27 años y 222 días | Tian Pengfei              | Abierto de China                          | [ 65 ]        |
| 131  | 6 de abril de 2017       | Gary Wilson (2)           | 31 años y 238 días | Josh Boileau              | Campeonato Mundial (Q)                    | [ 66 ]        |
| 132  | 18 de octubre de 2017    | Liang Wenbo (2)           | 30 años y 227 días | Tom Ford                  | Abierto de Inglaterra                     | [ 67 ]        |
| 133  | 31 de octubre de 2017    | Kyren Wilson              | 25 años y 312 días | Martin Gould              | Campeonato Internacional                  | [ 68 ]        |
| 134  | 12 de diciembre de 2017  | Cao Yupeng                | 27 años y 46 días  | Andrew Higginson          | Abierto de Escocia                        | [ 69 ]        |
| 135  | 26 de enero de 2018      | Martin Gould              | 36 años y 134 días | Li Hang                   | Championship League                       | [ 70 ]        |
| 136  | 26 de marzo de 2018      | Luca Brecel               | 23 años y 18 días  | John Higgins              | Championship League                       | [ 71 ]        |
| 137  | 3 de abril de 2018       | Ronnie O'Sullivan (14)    | 42 años y 119 días | Elliot Slessor            | Abierto de China                          | [ 72 ]        |
| 138  | 4 de abril de 2018       | Stuart Bingham (4)        | 41 años y 318 días | Ricky Walden              | Abierto de China                          | [ 73 ]        |
| 139  | 12 de abril de 2018      | Liang Wenbo (3)           | 31 años y 38 días  | Rod Lawler                | Campeonato Mundial (Q)                    | [ 74 ]        |
| 140  | 24 de agosto de 2018     | Michael Georgiou          | 30 años y 218 días | Umut Dikme                | Paul Hunter Classic                       | [ 75 ]        |
| 141  | 24 de agosto de 2018     | Jamie Jones               | 30 años y 191 días | Lee Walker                | Paul Hunter Classic                       | [ 76 ]        |
| 142  | 16 de octubre de 2018    | Thepchaiya Un-Nooh (2)    | 33 años y 181 días | Soheil Vahedi             | Abierto de Inglaterra                     | [ 77 ]        |
| 143  | 17 de octubre de 2018    | Ronnie O'Sullivan (15)    | 42 años y 316 días | Allan Taylor              | Abierto de Inglaterra                     | [ 78 ]        |
| 144  | 8 de noviembre de 2018   | Mark Selby (3)            | 35 años y 120 días | Neil Robertson            | Campeón de Campeones                      | [ 79 ]        |
| 145  | 12 de diciembre de 2018  | John Higgins (9)          | 43 años y 208 días | Gerard Greene             | Abierto de Escocia                        | [ 80 ]        |
| 146  | 21 de diciembre de 2018  | Judd Trump (4)            | 29 años y 123 días | Lukas Kleckers            | Masters de Alemania (Q)                   | [ 81 ]        |
| 147  | 22 de enero de 2019      | David Gilbert (2)         | 37 años y 224 días | Stephen Maguire           | Championship League                       | [ 82 ]        |
| 148  | 12 de febrero de 2019    | Neil Robertson (4)        | 37 años y 1 día    | Jordan Brown              | Abierto de Gales                          | [ 83 ]        |
| 149  | 14 de febrero de 2019    | Noppon Saengkham          | 26 años y 214 días | Mark Selby                | Abierto de Gales                          | [ 84 ]        |
| 150  | 28 de febrero de 2019    | Zhou Yuelong              | 21 años y 35 días  | Lyu Haotian               | Abierto de la India                       | [ 85 ]        |
| 151  | 3 de abril de 2019       | Stuart Bingham (5)        | 42 años y 317 días | Peter Ebdon               | Abierto de China                          | [ 86 ]        |
| 152  | 17 de junio de 2019      | Tom Ford (4)              | 35 años y 304 días | Fraser Patrick            | Campeonato Internacional (Q)              | [ 87 ]        |
| 153  | 17 de octubre de 2019    | Tom Ford (5)              | 36 años y 61 días  | Shaun Murphy              | Abierto de Inglaterra                     | [ 88 ]        |
| 154  | 12 de noviembre de 2019  | Stuart Bingham (6)        | 43 años y 175 días | Lu Ning                   | Abierto de Irlanda del Norte              | [ 89 ]        |
| 155  | 27 de noviembre de 2019  | Barry Hawkins (3)         | 40 años y 218 días | Gerard Greene             | Campeonato del Reino Unido                | [ 90 ]        |
| 156  | 11 de febrero de 2020    | Kyren Wilson (2)          | 28 años y 50 días  | Jackson Page              | Abierto de Gales                          | [ 91 ]        |
| 157  | 6 de agosto de 2020      | John Higgins (10)         | 45 años y 80 días  | Kurt Maflin               | Campeonato Mundial                        | [ 92 ]        |
| 158  | 13 de septiembre de 2020 | Ryan Day (2)              | 40 años y 175 días | Rod Lawler                | Championship League                       | [ 93 ]        |
| 159  | 30 de octubre de 2020    | John Higgins (11)         | 45 años y 165 días | Kyren Wilson              | Championship League                       | [ 94 ]        |
| 160  | 10 de noviembre de 2020  | Shaun Murphy (6)          | 38 años y 92 días  | Chen Zifan                | Masters de Alemania (Q)                   | [ 95 ]        |
| 161  | 18 de noviembre de 2020  | Judd Trump (5)            | 31 años y 90 días  | Gao Yang                  | Abierto de Irlanda del Norte              | [ 96 ]        |
| 162  | 24 de noviembre de 2020  | Kyren Wilson (3)          | 28 años y 337 días | Ashley Hugill             | Campeonato del Reino Unido                | [ 97 ]        |
| 163  | 25 de noviembre de 2020  | Stuart Bingham (7)        | 44 años y 188 días | Zak Surety                | Campeonato del Reino Unido                | [ 98 ]        |
| 164  | 7 de diciembre de 2020   | Zhou Yuelong (2)          | 22 años y 318 días | Peter Lines               | Abierto de Escocia                        | [ 99 ]        |
| 165  | 4 de enero de 2021       | Stuart Bingham (8)        | 44 años y 228 días | Thepchaiya Un-Nooh        | Championship League                       | [ 100 ]       |
| 166  | 20 de enero de 2021      | Gary Wilson (3)           | 35 años y 162 días | Liam Highfield            | WST Pro Series                            | [ 101 ]       |
| 167  | 16 de agosto de 2021     | John Higgins (12)         | 46 años y 90 días  | Alexander Ursenbacher     | Abierto Británico                         | [ 102 ]       |
| 168  | 20 de agosto de 2021     | Ali Carter (3)            | 42 años y 26 días  | Elliot Slessor            | Abierto Británico                         | [ 103 ]       |
| 169  | 24 de septiembre de 2021 | Xiao Guodong              | 32 años y 226 días | Fraser Patrick            | Abierto de Escocia (Q)                    | [ 104 ]       |
| 170  | 10 de octubre de 2021    | Mark Allen (2)            | 35 años y 230 días | Si Jiahui                 | Abierto de Irlanda del Norte              | [ 105 ]       |
| 171  | 22 de octubre de 2021    | Thepchaiya Un-Nooh (3)    | 36 años y 187 días | Fan Zhengyi               | Masters de Alemania (Q)                   | [ 106 ]       |
| 172  | 24 de noviembre de 2021  | Gary Wilson (4)           | 36 años y 105 días | Ian Burns                 | Campeonato del Reino Unido                | [ 107 ]       |
| 173  | 13 de marzo de 2022      | Judd Trump (6)            | 32 años y 105 días | Matthew Selt              | Masters de Turquía                        | [ 108 ]       |
| 174  | 25 de marzo de 2022      | Stuart Bingham (9)        | 45 años y 308 días | Gerard Greene             | Abierto de Gibraltar                      | [ 109 ]       |
| 175  | 11 de abril de 2022      | Graeme Dott (2)           | 44 años y 334 días | Pang Junxu                | Campeonato Mundial (Q)                    | [ 110 ]       |
| 176  | 25 de abril de 2022      | Neil Robertson (5)        | 40 años y 73 días  | Jack Lisowski             | Campeonato Mundial                        | [ 111 ]       |
| 177  | 16 de julio de 2022      | Zhang Anda                | 30 años y 203 días | Anton Kazakov             | Masters de Europa (Q)                     | [ 112 ]       |
| 178  | 17 de julio de 2022      | Hossein Vafaei            | 27 años y 275 días | Ng On-yee                 | Masters de Europa (Q)                     | [ 113 ]       |
| 179  | 29 de septiembre de 2022 | Mark Selby (4)            | 39 años y 102 días | Jack Lisowski             | Abierto Británico                         | [ 114 ]       |
| 180  | 8 de octubre de 2022     | Marco Fu (5)              | 44 años y 273 días | John Higgins              | Masters de Hong Kong                      | [ 115 ]       |
| 181  | 6 de noviembre de 2022   | Judd Trump (7)            | 33 años y 78 días  | Ronnie O'Sullivan         | Campeón de Campeones                      | [ 116 ]       |
| 182  | 29 de noviembre de 2022  | Judd Trump (8)            | 33 años y 101 días | Mitchell Mann             | Abierto de Escocia                        | [ 117 ]       |
| 183  | 16 de diciembre de 2022  | Mark Williams (3)         | 47 años y 270 días | Neil Robertson            | Abierto de Inglaterra                     | [ 118 ]       |
| 184  | 3 de febrero de 2023     | Robert Milkins (3)        | 46 años y 334 días | Chris Wakelin             | Masters de Alemania                       | [ 119 ]       |
| 185  | 16 de febrero de 2023    | Shaun Murphy (7)          | 40 años y 190 días | Daniel Wells              | Abierto de Gales                          | [ 120 ]       |
| 186  | 20 de marzo de 2023      | Thepchaiya Un-Nooh (4)    | 37 años y 336 días | Xu Si                     | WST Classic                               | [ 7 ]         |
| 187  | 30 de marzo de 2023      | Ryan Day (3)              | 43 años y 7 días   | Mark Selby                | Tour Championship                         | [ 121 ]       |
| 188  | 19 de abril de 2023      | Kyren Wilson (4)          | 31 años y 117 días | Ryan Day                  | Campeonato Mundial de Snooker             | [ 122 ]       |
| 189  | 30 de abril de 2023      | Mark Selby (5)            | 39 años y 315 días | Luca Brecel               | Campeonato Mundial de Snooker             | [ 123 ]       |
| 190  | 28 de julio de 2023      | Sean O'Sullivan           | 29 años y 90 días  | Barry Hawkins             | Masters de Europa (Q)                     | [ 124 ]       |
| 191  | 18 de septiembre de 2023 | Ryan Day                  | 43 años y 179 días | Mink Nutcharut            | Campeonato Internacional (Q)              | [ 125 ]       |
| 192  | 12 de noviembre de 2023  | Zhang Anda                | 31 años y 323 días | Tom Ford                  | Campeonato Internacional                  | [ 126 ]       |
| 193  | 19 de noviembre de 2023  | Xu Si                     | 25 años y 299 días | Ma Hailong                | Campeonato del Reino Unido (Q)            | [ 127 ]       |
| 194  | 7 de diciembre de 2023   | Shaun Murphy (8)          | 41 años y 119 días | Bulcsú Révész             | Snooker Shoot Out                         | [ 128 ]       |